# Laver Cup 2017
La Laver Cup 2017 fue la primera edición de la Laver Cup, un torneo de tenis masculino por equipos : Europa y Resto del mundo. Se disputó en cancha dura bajo techo en el O2 Arena de Praga (República Checa).
El 24 de agosto de 2016, Roger Federer y Rafael Nadal fueron los primeros jugadores en confirmar su participación con el equipo de Europa. El 15 de mayo de 2017, Milos Raonic fue el primer jugador en confirmar su participación con el equipo Resto del mundo. El 24 de agosto de 2017 se eligieron a los seis jugadores de cada equipo: Roger Federer, Rafael Nadal, Alexander Zverev, Marin Čilić, Dominic Thiem y Tomáš Berdych para el equipo de Europa, y Milos Raonic, John Isner, Jack Sock, Sam Querrey, Juan Martín del Potro y Denis Shapovalov para el equipo Resto del mundo. Poco después, Raonic se retiró y fue reemplazado por Nick Kyrgios Tres días antes, es decir el 19 de septiembre, Del Potro también se retiró por problemas físicos. Lo reemplazó Frances Tiafoe (Estados Unidos).
Los exrivales Björn Borg, de Suecia (Europa), y John McEnroe, de los Estados Unidos (Equipo Mundial), fueron los capitanes de la primera edición. Thomas Enqvist y Patrick McEnroe fueron los respectivos vice capitanes.
El equipo ganador fue Europa, con su capitán Björn Borg y sus integrantes Rafael Nadal, Roger Federer, Alexander Zverev, Marin Čilić, Dominic Thiem y Tomáš Berdych.

## Participantes
| Ranking             | Europa                                                                              | Ranking               | Resto del mundo                                                               |
| Capitán: Björn Borg | Capitán: Björn Borg                                                                 | Capitán: John McEnroe | Capitán: John McEnroe                                                         |
| 1 2 4 5 7 19        | Rafael Nadal Roger Federer Alexander Zverev Marin Čilić Dominic Thiem Tomáš Berdych | 16 17 20 21 51 72     | Sam Querrey John Isner Nick Kyrgios Jack Sock Denis Shapovalov Frances Tiafoe |
| Ranking             | Bajas                                                                               | Ranking               | Bajas                                                                         |
|                     |                                                                                     | 11 24                 | Miloš Raonić Juan Martín Del Potro                                            |
| Ranking             | Suplentes                                                                           | Ranking               | Suplentes                                                                     |
| 40                  | Fernando Verdasco                                                                   | 215                   | Thanasi Kokkinakis                                                            |

## Partidos
El ganador de cada partido conseguirá puntos: un punto el primer día, dos el segundo y tres el tercer día.
| Día | Fecha            | Tipo de partido | Europa                     | Resultado                    | Resto del mundo        | Puntos por equipos | Resultado después del partido |
| 1   | 22 de septiembre | Individual      | Marin Čilić                | 7-6(7-3), 7-6(7-0)           | Frances Tiafoe         | 1                  | 1-0                           |
| 1   | 22 de septiembre | Individual      | Dominic Thiem              | 6-7(15-17), 7-6(7-2), [10-7] | John Isner             | 1                  | 2-0                           |
| 1   | 22 de septiembre | Individual      | Alexander Zverev           | 7-6(7-3), 7-6(7-5)           | Denis Shapovalov       | 1                  | 3-0                           |
| 1   | 22 de septiembre | Dobles          | Rafael Nadal Tomáš Berdych | 3-6, 7-6(9-7), [7-10]        | Nick Kyrgios Jack Sock | 1                  | 3-1                           |
| 2   | 23 de septiembre | Individual      | Roger Federer              | 6-4, 6-2                     | Sam Querrey            | 2                  | 5-1                           |
| 2   | 23 de septiembre | Individual      | Rafael Nadal               | 6-3, 3-6, [11-9]             | Jack Sock              | 2                  | 7-1                           |
| 2   | 23 de septiembre | Individual      | Tomáš Berdych              | 6-4, 6-7(4-7), [6-10]        | Nick Kyrgios           | 2                  | 7-3                           |
| 2   | 23 de septiembre | Dobles          | Roger Federer Rafael Nadal | 6-4, 1-6, [10-5]             | Sam Querrey Jack Sock  | 2                  | 9-3                           |
| 3   | 24 de septiembre | Dobles          | Tomáš Berdych Marin Čilić  | 6-7(5-7), 6-7(6-8)           | Jack Sock John Isner   | 3                  | 9-6                           |
| 3   | 24 de septiembre | Individual      | Alexander Zverev           | 6-4, 6-4                     | Sam Querrey            | 3                  | 12-6                          |
| 3   | 24 de septiembre | Individual      | Rafael Nadal               | 5-7, 6-7(1-7)                | John Isner             | 3                  | 12-9                          |
| 3   | 24 de septiembre | Individual      | Roger Federer              | 4-6, 7-6(7-5), [11-9]        | Nick Kyrgios           | 3                  | 15-9                          |

| Bandera de Unión Europea |
| Campeones                |
| Europa                   |
| Primer título            |